# Hallades apparat
Hallades apparat är ett mätinstrument som kan monteras i en järnvägsvagn för att upptäcka och kontrollera spårfel, och även jämföra olika vagnars gångegenskaper. Apparaten kan vara försedd med antingen tre, eller fyra, pendlar för att mäta olika rörelser i vagnar, och även tåget. När apparaten är utrustad med fyra pendlar kan mäta hur mycket ett fordon studsar och rullar, tillsammans med rörelser i sidled och längsled. De uppmätta rörelser ritas på en pappersremsa, som kan kopieras och delas ut till spårarbetare som sedan rättar spåret. För att mäta de största möjliga rörelser brukar apparaten monteras i den vagn som går sist i ett tåg. Hallades apparater, som kunde tillverkas i bärbar storlek, har använts av många järnvägsbolag. År 1927 hade järnvägsbolag i Australien börjat använda Hallades apparater.